# Anna Azari
Anna Azari (hebrejsky אנה אזרי‎; * 1959 Vilnius Litevská SSR) je izraelská diplomatka, od srpna 2021 působí jako velvyslankyně Státu Izrael v České republice. Ve funkci nahradila Daniela Merona, který byl velvyslancem od roku 2017.
Narodila se ve Vilniusu, s rodinou se v 70. letech přestěhovala do Izraele. Vystudovala historii a anglickou literaturu na bakalářské úrovni a politologii v navazujícím studiu na Haifské univerzitě a ruská studia na Hebrejské univerzitě v Jeruzalémě. S manželem Meirem Azarim, rabínem, mají dvě děti.
Před Českem byla velvyslankyní na Ukrajině a v Moldavsku (1999–2003), v Rusku (2006–2010) a v Polsku (2014–2019). Během její mise vedlo Polsko v roce 2018 diplomatický spor s Izraelem, jehož důvodem byl kontroverzní zákon o polské účasti na holokaustu. Vyslání do Prahy si jako zkušená diplomatka zvolila sama, mimo jiné kvůli dobrým česko-izraelským vztahům.